# Сапьор
Сапьорът (на френски: sapeur, от глагола saper - подронвам, подкопавам, руша основи) е човек, който обезврежда мини. Съвременна дефиниция на сапьор е „човек, който улеснява движението на съюзническите сили и възпрепятства тези на врага“.
В американската армия сапьорът е боен инженер, който напредва заедно с пехотата на предна линия. Изпълнява различни видове инженерни задачи при военно положение — почистване на минни полета, експлозиви, изграждане на защитни съоръжения, ремонт на пътища.